# Copa Rio de 2012
A Copa Rio de Profissionais de  2012 foi a 17ª edição da Copa Rio, competição organizado pela Federação de Futebol do Estado do Rio de Janeiro. Pelo terceiro ano seguido, o torneio foi disputado no segundo semestre por clubes "pequenos" de todas as divisões do futebol do Rio de Janeiro (já que no primeiro semestre estes clubes disputavam o Campeonato Estadual).
De acordo com o regulamento, o campeão poderia optar por uma das vagas do Rio de Janeiro à Série D de 2013 ou à Copa do Brasil de 2013. Caso a opção fosse pela vaga na Série D, o vice ficaria com a da Copa do Brasil. Se o campeão escolhesse a Copa do Brasil, o primeiro melhor colocado imediatamente após o campeão e que não estivesse garantido em uma das divisões do futebol nacional (Séries A, B ou C de 2013) teria uma das vagas do Rio na Série D do ano seguinte.
O campeonato foi organizado pela Federação de Futebol do Estado do Rio de Janeiro e, pelo segundo ano consecutivo, divido em duas fases de grupos e duas fases de "mata-mata" (semifinais e final), com a participação de clubes que disputassem as Séries C e D do Brasileirão - provocando alterações na tabela e fazendo com que estes times escalassem reservas e juniores durante boa parte da competição. A competição foi marcada pela polêmica da desclassificação do America por uma interpretação do regulamento pela FFERJ após o término da primeira fase.
A final foi disputada por Nova Iguaçu e Bangu, com o Laranja Iguaçuano conquistando o bicampeonato (o 1º título foi conquistado em 2008) e o Alvirrubro da Zona Oeste obtendo seu segundo vice-campeonato (o primeiro foi em 2010). A equipe campeã optou por disputar a Série D.

## Equipes participantes
Excluindo-se as equipes participantes da Série A de 2012 (ou seja, os times grandes), a FFERJ convocou à participação as seguintes equipes:
- As doze melhores da Série A de 2011
- As quatro melhores da Série B de 2011.
- As três melhores da Série C de 2011.
- A mais bem posicionada na edição anterior que ainda não estivesse classificada.

Com as desistências de Juventus, Carapebus e América de Três Rios (segundo a quarto colocados da Série C, respectivamente), Barra da Tijuca e Mangaratibense foram convidados. Já o Serra Macaense entrou através de seu oitavo lugar na Copa Rio 2011, já que os sete clubes que estavam mais bem colocados que ele garantiram suas classificações pelos Estaduais.
| Equipe          | Cidade                | Em 2011      | Estádio                    | Capacidade | Títulos (mais recente) |
| --------------- | --------------------- | ------------ | -------------------------- | ---------- | ---------------------- |
| America         | Rio de Janeiro        | 09º          | Giulite Coutinho           | 16.000     | 0                      |
| Americano       | Campos dos Goytacazes | 14º          | Godofredo Cruz             | 9.300      | 0                      |
| Angra dos Reis  | Angra dos Reis        | Não disputou | Jair Toscano               | 5.000      | 0 (não possui)         |
| Audax Rio       | São João de Meriti    | 06º          | Sendolândia                | 1.000      | 1 (2010)               |
| Bangu           | Rio de Janeiro        | 04º          | Moça Bonita                | 9.564      | 0                      |
| Barra da Tijuca | Rio de Janeiro        | Não disputou | Eustáquio Marques          | 4.000      | 0 (não possui)         |
| Boavista        | Saquarema             | 11º          | Luso-Brasileiro            | 5.994      | 0                      |
| Bonsucesso      | Rio de Janeiro        | 12º          | Leônidas da Silva          | 13.000     | 0                      |
| Duque de Caxias | Duque de Caxias       | 10º          | Marrentão                  | 7.000      | 0                      |
| Friburguense    | Nova Friburgo         | 02º          | Eduardo Guinle             | 6.550      | 0                      |
| Goytacaz        | Campos                | Não disputou | Ary de Oliveira            | 15.000     | 0                      |
| Macaé           | Macaé                 | 03º          | Moarcyzão                  | 16.000     | 0                      |
| Madureira       | Rio de Janeiro        | 01º          | Conselheiro Galvão         | 5.062      | 1 (2011)               |
| Mangaratibense  | Mangaratiba           | Não disputou | José Maria de Brito Barros | 1.000      | 0 (não possui)         |
| Nova Iguaçu     | Nova Iguaçu           | 16º          | Laranjão                   | 1.810      | 1 (2008)               |
| Olaria          | Rio de Janeiro        | 13º          | Rua Bariri                 | 8.300      | 0                      |
| Quissamã        | Quissamã              | Não disputou | Antônio Carneiro           | 1.500      | 0 (não possui)         |
| Resende         | Resende               | 05º          | Trabalhador                | 4.600      | 0                      |
| Serra Macaense  | Macaé                 | 08º          | Moacyrzão                  | 16.000     | 0                      |
| Volta Redonda   | Volta Redonda         | 07º          | Raulino de Oliveira        | 20.255     | 4 (2007)               |

Ao fim, a edição contou com 20 equipes, o maior número de participantes desde 2008. Destas, seis vieram da capital - totalizando dez da Região Metropolitana -, três do Sul Fluminense, cinco do Norte Fluminense, uma da Baixada Litorânea e outra do Centro Fluminense.

## Fórmula de disputa
A Copa Rio será disputada em 4 fases, sendo que na primeira fase as equipes serão distribuídas em grupos, jogando entre si, dentro do grupo, em turno e returno:
Na primeira fase, as equipes foram distribuídas em quatro grupos - de A a D. Inicialmente,todos com cinco equipes, os times se enfrentam entre si dentro de seus grupo sem jogos de ida e volta. Os dois melhores de cada grupo e os dois melhores terceiros colocados (de acordo com o índice técnico) avançariam à segunda fase.
Nesta segunda fase, as associações classificadas seriam distribuídas em dois grupos de cinco (E e F), jogando entre si tal qual na primeira fase. Após as dez rodadas, classificariam-se para a terceira fase as duas primeiras colocadas de cada grupo.
A terceira fase consistiria de duas semifinais com cruzamento olímpico (primeiro de um grupo enfrenta o segundo de outro), com as equipes enfrentando-se em jogos de ida e volta, com o mando de campo do jogo da volta destinado à que tivesse o melhor índice técnico na soma das duas fases anteriores. Em caso de placares iguais nos dois jogos, as vagas à final seriam decididas nos pênaltis.
Na final, repete-se o regulamento aplicado à semifinal: jogos de ida e volta, com o mando de campo do jogo da volta definido pelo time de melhor índice técnico na soma das três fases anteriores. O campeão escolheria o torneio de que gostaria de participar no ano seguinte

### Índice Técnico
Após diversos torneios usando o número de gols feitos (gols pró) para determinar o índice técnico, a FFERJ buscou melhorá-lo e, desde a edição anterior da Copa Rio, o índice técnico (IT) de cada equipe equivale - utilizado em cada fase de forma independente, bem como na classificação geral - corresponde à soma das médias aritméticas dos pontos feitos e do saldo de gols. Matematicamente:

## Primeira fase
Realizada entre os dias 1 de setembro e 3 de outubro, a primeira fase teve vinte representantes divididos em quatro grupos, dos quais dez avançaram à segunda fase.

### Grupo A
O grupo foi composto pelo campeão da Série C (Goytacaz), pelo terceiro colocado da Série B (Quissamã) e pelo terceiro (Resende), sexto (Duque de Caxias) e décimo (Macaé) - excluindo-se os "quatro grandes" - da Série A do ano anterior. Deste modo, foram três participantes do Norte Fluminense, um do Sul e um da Região Metropolitana.
| 1 | Resende         | 15 | 8 | 5 | 0 | 3 | 11 | 5  | +6 | 2,63  |
| 2 | Macaé           | 15 | 8 | 4 | 3 | 1 | 10 | 8  | +2 | 2,13  |
| 3 | Goytacaz        | 14 | 8 | 4 | 2 | 2 | 10 | 9  | +1 | 1,88  |
| 4 | Quissamã        | 9  | 8 | 2 | 3 | 3 | 8  | 13 | -5 | 0,50  |
| 5 | Duque de Caxias | 3  | 8 | 1 | 0 | 7 | 9  | 13 | -4 | -0,13 |

### Grupo B
O grupo foi composto pelo campeão da Série B (Bonsucesso), pelo terceiro melhor da Série C (Mangaratibense) e pelo segundo (Olaria) e sétimo (Madureira) da Série A do ano anterior. O Angra dos Reis, décimo-segundo da Série B, herdou a vaga da Cabofriense, o décimo-primeiro da Série A. Assim, o grupo conteve quatro times da Região Metropolitana (sendo três da capital) e um do Sul Fluminense.
| 1 | Madureira      | 19 | 8 | 6 | 1 | 1 | 11 | 5  | +6 | 3,13  |
| 2 | Bonsucesso     | 16 | 8 | 5 | 1 | 2 | 10 | 7  | +3 | 2,38  |
| 3 | Olaria         | 11 | 8 | 3 | 2 | 3 | 14 | 11 | +3 | 1,75  |
| 4 | Angra dos Reis | 7  | 8 | 2 | 1 | 5 | 6  | 10 | -4 | 0,38  |
| 5 | Mangaratibense | 4  | 8 | 1 | 1 | 6 | 4  | 12 | -8 | -0,50 |

### Grupo C
O grupo foi composto pelo melhor da Copa Rio anterior não classificada pelos Estaduais (Serra Macaense), pelo segundo da Série C (Barra da Tijuca), pelo quarto da Série B (Audax Rio) e pelo quarto (Americano) e oitavo (Volta Redonda) da Série A de 2011. Totalizaram-se duas equipes do Norte Fluminese e duas da Região Metropolitana, além de uma do Sul.